# Vereinsrecht (Elsaß-Lothringen)
Das Reichsland Elsaß-Lothringen übernahm 1871 zunächst das Vereinsrecht Frankreichs. Danach bedurften Vereine mit mehr als 20 Mitgliedern der Genehmigung durch die Regierung. Diese Regelung behinderte die Bildung politischer Parteien bis zur Neuregelung 1905.
Das Wahlrecht zum Reichstag erlaubte die Bildung von Wahlvereinen. Damit war die Bildung von Proto-Parteien auf Wahlkreisebene ermöglicht. Die Zusammenschlüsse dieser Vereine auf Landesebene zu Landesparteien wurde jedoch von den Bezirkspräsidenten bis zum Anfang des 20. Jahrhunderts unter Nutzung der Rechtslage verhindert. Dies entsprach der französischen Tradition. Parteien waren dort Bündnisse auf Zeit, die nach der Wahl auseinanderfielen.
Mit dem Landesgesetz über das öffentliche Vereins- und Versammlungsrecht vom 21. Juni 1905 wurde das Vereinsrecht des Reichslandes an das des Reiches angepasst. In der Folge bildeten sich aufgrund der Vereinsfreiheit Landesverbände der Parteien wie die Elsaß-Lothringische Zentrumspartei oder die SPD Elsass-Lothringen.